# Джош Дойг
Джош Дойг (англ. Josh Doig, нар. 18 травня 2002, Единбург) — шотландський футболіст, захисник італійського клубу «Сассуоло» і молодіжної збірної Шотландії.
Виступав за клуби «Гіберніан» та «Верона», а також юнацьку збірну Шотландії.

## Клубна кар'єра
Народився 18 травня 2002 року в місті Единбург. Починав займатися футболом у структурі клубу «Гартс», звідки 2019 року перейшов до системи місцевих конкурентів, «Гіберніан».
У дорослому футболі дебютував 2020 року виступами на правах оренди за команду третього дивізіону «Квінз Парк», в якій того року взяв участь у 7 матчах чемпіонату. Повернувшись до «Гіберніана», в сезоні 2020/21 дебютував в іграх Шотландської Прем'єр-ліги.
Восени 2021 року единбурзький клуб уклав зі своїм вихованцем довгостроковий контракт, однак вже влітку 2022 погодив його перехід за 3 мільйони фунтів до італійської «Верони» приєднався 2022 року.
20 січня 2024 року за 6 млн євро перейшов до «Сассуоло».

## Виступи за збірну
2019 року провів одну гру в складі юнацької збірної Шотландії (U-18).

## Статистика виступів

### Статистика клубних виступів
Станом на 4 серпня 2022
| Сезон                 | Команда               | Чемпіонат             | Чемпіонат | Чемпіонат | Національний кубок | Національний кубок | Національний кубок | Континентальні кубки | Континентальні кубки | Континентальні кубки | Інші змагання | Інші змагання | Інші змагання | Усього | Усього | Усього |
| Сезон                 | Команда               | Ліга                  | Ігор      | Голів     | Ліга               | Ігор               | Голів              | Ліга                 | Ігор                 | Голів                | Ліга          | Ігор          | Голів         | Ігор   | Голів  |        |
| --------------------- | --------------------- | --------------------- | --------- | --------- | ------------------ | ------------------ | ------------------ | -------------------- | -------------------- | -------------------- | ------------- | ------------- | ------------- | ------ | ------ | ------ |
| січ.-черв. 2020       | «Квінз Парк»          | 3Д                    | 7         | 0         | КШ                 | 0                  | 0                  |                      | -                    | -                    | ШКВ           | 0             | 0             | 7      | 0      |        |
| 2019–20               | «Гіберніан»           | ПЛ                    | 0         | 0         | КШ+КЛ              | 1+0                | 0                  |                      | -                    | -                    | ШКВ           | 1             | 0             | 2      | 0      |        |
| 2020–21               | «Гіберніан»           | ПЛ                    | 28        | 1         | КШ+КЛ              | 5+2                | 0                  |                      | -                    | -                    | ШКВ           | 0             | 0             | 35     | 1      |        |
| 2021–22               | «Гіберніан»           | ПЛ                    | 34        | 0         | КШ+КЛ              | 3+3                | 0                  | ЛК                   | 2                    | 0                    | ШКВ           | 0             | 0             | 31     | 1      |        |
| Усього за «Гіберніан» | Усього за «Гіберніан» | Усього за «Гіберніан» | 62        | 1         |                    | 14                 | 0                  |                      | 2                    | 0                    |               | 1             | 0             | 79     | 1      |        |
| Усього за кар'єру     | Усього за кар'єру     | Усього за кар'єру     | 69        | 1         |                    | 14                 | 0                  |                      | 2                    | -                    |               | 1             | 0             | 86     | 1      |        |